# Armadillidium albifrons
Armadillidium albifrons är en kräftdjursart som beskrevs av Koch 1901. Armadillidium albifrons ingår i släktet Armadillidium och familjen klotgråsuggor. Inga underarter finns listade i Catalogue of Life.